# Podílnictví
Podílnictví byla skutková podstata trestného činu, upravená do 31. 1. 2019 v § 214 a 215 trestního zákoníku. Novelou trestního zákoníku č. 287/2018 Sb. byla skutková podstata podílnictví zahrnuta do společného ustanovení § 216 – legalizace výnosů z trestné činnosti a § 217 – legalizace výnosů z trestné činnosti z nedbalosti.
Podílnictví spáchal ten pachatel, který ukryl, převedl nebo užíval věc, případně nebo jinou majetkovou hodnotu, která byla získána trestným činem, nebo jako odměna za tento trestný čin, anebo to, co bylo za zisk z tohoto trestného činu opatřeno.